# Mil Mi-6
Mil Mi-6 (Ruski: Ми-6, NATO naziv "Hook") je sovjetski/ruski teški transportni helikopter koji se proizvodio od 1960. do 1981. te je u velikim brojevima služio i u civilne i vojne svrhe. Bio je i prvi helikopter s turboosovinskim motorom koji se proizvodio u SSSR-u.

## Dizajn i razvoj
Mil je počeo s razvojem prvog teškog transportnog zrakoplova 1954. kada su dobili naredbu da izrade helikopter koji bi mogao ponijeti teret teži od 11 tona na udaljenost od 240 km. Veliki helikopter je bio namijenjen i za komercijalnu i vojnu službu. Sovjetski civilni zračni prijevoznik, Aeroflot, ga je htio koristiti za transport u dijelovima Sibira, a vojska za transport raketnih lansera i drugog naoružanja. Novi helikopter je uskoro dobio oznaku Mi-6 te NATO oznaku "'Hook'". Tijekom razvoja, napravljeno je pet prototipova, a prvi je poletio 1957. s testnim pilotom Rafailom Kaprelianom. Mi-6 je najvjerojatnije u proizvodnju ušao 1960. te je do kraja proizvodnje 1981. napravljeno oko 860 ovih helikoptera.

### Dizajn
Mi-6 su pokretala dva turboosovinska Soloviev D-25V motora snage 4.100 kW svaki. Imao je peterokraki glavni rotor, te četverokraki repni rotor koji je bio napravljen od plastike koja je obavijala metalne dijelove. Rotoski sustav je prvotno bio opremljen s elektro-termalnim sustav za odleđivanje, no u počecima proizvodnje to je zamijenjeno a alkoholnim tekućinama. 
Imao je posadu od pet ljudi, pilota, kopilota, navigatora, radio operatera i inženjera leta. Mogao je ponijeti 70 vojnika na sjedalima uz bokove i još 20 vojnika posredini na sjedala koja su se mogla naknadno montirati. Na bokovima je imao krila raspona 15,3 m koji su korišteni za stvaranje uzgona pri letu prema naprijed. Mogla su se skidat a to se često i činilo, posebno kada je helikopter bio korišten kao zračna dizalica jer zbog malih brzina i nisu imala nikakvu funkciju. Mi-6 je mogao ponijeti i četiri dodatna spremnika za gorivo. Dva su bila smještena unutar trupa, a dva iznad stajnog trapa. Standardna elektronika mu je omogućavala let danju i noću te su svim vremenskim uvjetima. Vojne inačice su imale i sustav prepoznavanja (IFF transponder) te sustav upozoravanja u slučaju radarske ozračenosti. Mogao je nositi i DShK 12,7 mm strojnicu u nosu koja je korištena isključivao kao sredstvo samoobrane. Posotjali su planovi da se Mi-6 pretvore u teško naoružane helikoptere za potporu, no od toga se odustalo jer bi zbog svoje veličine bio laka meta.

## Povijest korištenja
Mi-6 ae koristio u ratu u Vijetnamu, te su pomoću njega Sjeverno Vijetnamske snage prebacivale svoje zrakoplove kako bi izbjegli uništenje. Od kad je prvi put poletio, te još nakon toga, bio je najveći helikopter na svijetu. Proizvodio se u velikom broju različitih inačica.
 Za potrebe civilne avijacije razvijen je Mi-6P s četvrtastim prozorima; napravljena je inačica i za protupožarnu borbu. Vojne inačice su uključivale Mi-6VKP koji je korišten za komunikaciju. Razvijene su i poboljšane inačice: Mi-22 (Hook-C) i Mi-6AYaSh (Hook-D). Mi-6 se koristio za desante i prijevoz trupa, nadolijevanje goriva u zabačenim područjima, protupožarnu borbu te pronalaženje i donošenje svemirskih kapsula nakon slijetanja. Velik broj Mi-6 je bio korišten u Rusiji i na početku 21. stoljeća, no u srpnju 2002. jedan se srušio pri čemu je poginula 21 osoba. Iste godine rusko ministarstvo transporta je obajvilo da se Mi-6 prestaje koristiti intenzivno kao prije. 

## Inačice
- V-6 - Prva serija prototipova.
- Mi-6 (NATO - Hook-A) - Teški transportni helikopter, osnovna inačia+ca.
- Mi-6A - Civilni transportni helikopter s prostorom za 65 do 90 putnika.
- Mi-6T (NATO - Hook-A) - Vojna transportna inačica sa sjedalima na bokovima i sredini za vojnike.
- Mi-6VKP (NATO - Hook-B) - Inačica za elektroničko ratovanje.
- Mi-6BUS (NATO - Hook-C) Inačica razvijena 1975. a korištena je kao leteće zapovijedno mjesto.

- Mi-6AYaSh (NATO - Hook-D) - Leteće zapovijedno mjesto s SLAR-om.
- Mi-6L - Leteći laboratorij za testiranje D-25VF motora i za pogon Mi-12.
- Mi-6M - Inačica za protupodmorničku borbu, naoružana s četiri torpeda.
- Mi-6P - Transportna verzija s mjestom za oko 80 putnika.
- Mi-6PP - Inačica za elektronsko izviđanje i ometanje razvijena u 80-ima.
- Mi-6PR - Inačica za elektronsko ratovanje.
- Mi-6PS - Inačica razvijena 1966. za potragu i vraćanje svemirskih kapsula.
- Mi-6PZh i Mi-6PZh2 - Inačice za protupožarnu borbu bez krila.
- Mi-6R - Specijalizirana verzijaza radio komunikaciju razvijena 1974.
- Mi-6S - Inačica za medicinsku evakuaciju.
- Mi-6TP - Promjenjiva inačica za prijevoz putnika ili tereta.
- Mi-6TZ - Inačica za transport goriva.
- Mi-6VR "Vodoley" - Eksperimentalni Mi-6 razvijen 1976. za testiranje helikopterskih sustava odleđivanja i rotorskog sustava.

## Tehničke karakteristike
Osnovne karakteristike
- posada: 6
- kapacitet: 90 putnika
70 opremljenih vojnika
41 ranjenik + dva pripadnika medicinskog osoblja
12.000 kg terteta
- dužina: 33,18 m
- promjer rotora: 35 m
- visina: 9,86 m

Letne karakteristike
- najveća brzina: 300 km/h
- ekonomska brzina: 250 km/h
- dolet: 1.450 km
  - borbeni dolet: 620 km
- motor: 2× Soloviev D-25V turbo-osovinska motora

## Poveznice
|  | Zajednički poslužitelj ima još gradiva o temi Mil Mi-6 |